# Maba (nilotski jezik)
Maba jezik (borgu, bura mabang, kana mabang, mabaa, mabak, mabang, ouaddai, ouaddaien, wadai, waddayen; ISO 639-3: mde), jedan od dva nilsko-saharska jezika iz podskupine maba, šira skupina mabang, kojim govori 296 000 ljudi (2006 E. Zürcher) u čadskoj regiji Ouaddaï (departmani Ouara i Djourf-al-Ahmar) i Wadi Fira (departman Biltine). 
Ima nekoliko dijalekata: bakha, abkar, kajanga (kajangan), kelingan, malanga, mandaba (ma ndaba), mandala (ma dala), nyabadan, kodoo, ouled djemma, kujinga i dondongo.

## Vanjske poveznice
- Ethnologue (14th)
- Ethnologue (15th)